# Esopus
Esopus is een geslacht van kreeftachtigen uit de klasse van de Malacostraca (hogere kreeftachtigen).

## Soorten
- Esopus crassus A. Milne-Edwards, 1875